# Giacomo Rossi Stuart
Giacomo Rossi Stuart (* 25. August 1925 in Todi; † 20. Oktober 1994 in Rom) war ein italienischer Filmschauspieler.

## Leben
Rossi Stuart, der in seiner Jugend viele Sportarten ausübte und unter anderem im Zehnkampf Erfolg erzielte, kam zu Beginn der 1950er Jahre in die USA, um am The Actors Studio seine Ausbildung zum Schauspieler zu machen. 1955 kehrte er nach Italien zurück und erhielt viele Rollen in Mantel-und-Degen-Filmen. In seinen fast 100 Rollen spielte er in allen Genres, besonders häufig in Italowestern und Horrorfilmen. Stark aktiv war er bis ins Jahr 1980; danach zog er sich aus dem Geschäft zurück. Nur vier Mal war er danach noch zu sehen, in Fernsehfilmen wie in billig produzierten Kinowerken.
Rossi Stuart, der gleichermaßen Helden wie Ganoven verkörpern konnte, ist der Vater des Schauspielers Kim Rossi Stuart. In einigen Filmen verwendete er das anglisierte Pseudonym Jack Stuart.

## Filmografie
- 1953: Jeunes mariés
- 1955: Rebell für die Freiheit (Il mantello rosso)
- 1956–1957: Captain Gallant of the Foreign Legion (Fernsehserie, 9 Folgen)
- 1956: Krieg und Frieden (War and Peace)
- 1956: London ruft Nordpol (Londra chiama Polo Nord)
- 1957: In einem anderen Land (A Farewell to Arms)
- 1958: Il Conte di Matera
- 1958: Froschmann Crabb (The Silent Enemy)
- 1958: Il morte viene dallo spazio
- 1959: Caltiki – Rätsel des Grauens (Caltiki il mostro immortale)
- 1959: The Flying Doctor, Episode „The Secret“ (Fernsehserie, 1 Folge)
- 1959: Kastell der Verräter (Il cavaliere senza terra)
- 1959: Die Rache der Borgias (La notte del grande assalto)
- 1960: Jovanka und die anderen (Jovanka e le altre)
- 1960: Tales of the Vikings, Episode „The Treasure“ (Fernsehserie, 1 Folge)
- 1961: Antea – Sklavin Roms (La schiava di Roma)
- 1962: Äneas, Held von Troja (La leggenda di Enea)
- 1962: Più rosa che giallo, Episode „Il secondo nordo scorsoio“ (Fernsehserie, 1 Folge)
- 1962: Ritt in die Freiheit (Col ferro e col fuoco)
- 1962: Sodom und Gomorrha (Sodom and Gomorrha)
- 1962: Ein sonderbarer Heiliger (The Reluctant Saint)
- 1963: Drei gegen Sacramento (Gringo)
- 1963: Il giorno più corto
- 1963: Katharina von Rußland (Caterina di Russia)
- 1963: Die Teufelskerle von Dorano (I diavoli di Spartivento)
- 1963: Zorro und die drei Musketiere (Zorro e i tre moschettieri)
- 1964: Das Geheimnis der Lederschlinge (I misteri della giungla nera)
- 1964: Im Tempel des weißen Elefanten (Sandok, il Maciste della giungla)
- 1964: Keinen Cent für Ringos Kopf (Massacro al Grande Canyon)
- 1964: The Last Man on Earth
- 1964: I magnifici Brutos del West
- 1964: Revanche für Spartakus (La vendetta di Spartacus)
- 1964: Tribun und Verschwörer (Gli schiavi più forti del mondo)
- 1965: Duell vor Sonnenuntergang
- 1966: Duello nel mondo
- 1966: Für Dollars ins Jenseits (Deguejo)
- 1966: Eine Handvoll blanker Messer (I coltelli del vendicatore)
- 1966: Orion-3000 – Raumfahrt des Grauens (Il pianeta errante)
- 1966: Die toten Augen des Dr. Dracula (Operzione paura)
- 1966: Die Waffe des Teufels (Perry Grant, agente di ferro)
- 1967: Auge um Auge, Zahn um Zahn (Occhio per occhio, dente per dente)
- 1967: Dämonen aus dem All (La morte viene dal pianeta Aytin)
- 1967: Die goldene Sphinx (La sfinge d'oro)
- 1968: Colpo sensazionale al servizio del Sifar
- 1968: El Zorro
- 1968: Ragan
- 1968: Stoßtrupp ins Jenseits (El "Che" Guevara)
- 1969: Die fünf Gefürchteten (Un esercito di cinque uomini)
- 1969: Indovina che viene a merenda?
- 1969: Der Phantom-Killer schlägt zu (Viaje al vacío)
- 1969: Todeskommando Tobruk (Quella dannata pattuglia)
- 1970: Churchills Leoparden (I leopardi di Churchill)
- 1970: Konzert für eine Pistole (Concerto per pistola solista)
- 1970: Spezialkommando Wildgänse (Appuntamento col disonore)
- 1970: El último día de la guerra
- 1970: Das Wespennest (Hornets’ Nest)
- 1971: Ben und Charlie (Amico, stammi lontano almeno un palmo)
- 1971: Die Grotte der vergessenen Leichen (La notte che Evelyn uscì della tomba)
- 1971: Love Inferno (La controfigura)
- 1971: Qualcosa striscia nel buia
- 1971: Uccidi Django… uccidi per primo!!!
- 1972: EL asesinato de Julio César (Kurzfilm)
- 1972: Ben und Charlie (Amico, stammi lontano almeno un palmo)
- 1972: Man nennt ihn Sacramento (Sei jellato amico… hai incontrato Sacramento)
- 1972: Der Pate (The Godfather)
- 1972: La ragazza dalla pelle di luna
- 1972: Sette scialli di seta gialla
- 1973: Der Mann mit der Kugelpeitsche (Il mio nome è Shangai Joe)
- 1973: Die Mörderbestien (La morte ha sorriso all'assassino)
- 1973: No encontré rosas para mi madre
- 1973: La ragazza fuoristrada
- 1973: Si può essere più bastardi dell'ispettore Cliff?
- 1974: Die Affäre Murri (Fatti di gente perbene)
- 1974: Leidenschaften einer Minderjährigen (La minorenne)
- 1974: Mussolini – Die letzten Tage (Mussolini: Ultimo atto)
- 1974: Philo Vance (Fernseh-Miniserie)
- 1975: Ritratto di signora (Fernseh-Miniserie)
- 1975: La sanguisuga conduce la danza
- 1975: Il vizio ha le calze nere
- 1975: Zorro
- 1976: Black Emanuelle 2. Teil (Emanuelle nera: Orient reportage)
- 1976: Casanova & Co.
- 1976: Rosso veneziano (Fernseh-Miniserie)
- 1976: I violenti di Roma bene
- 1977: Casanova & Co.
- 1977: La notte dell'alta marea
- 1978: Blue Nude
- 1978: Covert Action – Rauschgift tötet leise (Sono stato un agente C.I.A.)
- 1978: Die große Offensive (Il grande attacco)
- 1978: Krieg der Roboter (La guerra dei robot)
- 1979: Der Millionenfinger (Mani di velluto)
- 1979: Sieben Miezen klauen 'ne Million (Siete chicas peligrosas)
- 1979: Simon Templar – Ein Gentleman mit Heiligenschein, Episode „Treffpunkt in Florenz“ (Fernsehserie, 1 Folge)
- 1980: L'eredita della priora (Fernseh-Miniserie)
- 1983: L'amante dell'Orsa Maggiore (Fernseh-Miniserie)
- 1987: Kommando Schwarzer Panther (Tempi di guerra)
- 1988: Eine große Liebesgeschichte (Una grande storia d'amore) (Fernsehfilm)
- 1989: Gates of Hell (Le porte dell'inferno)